# Chen Zhili

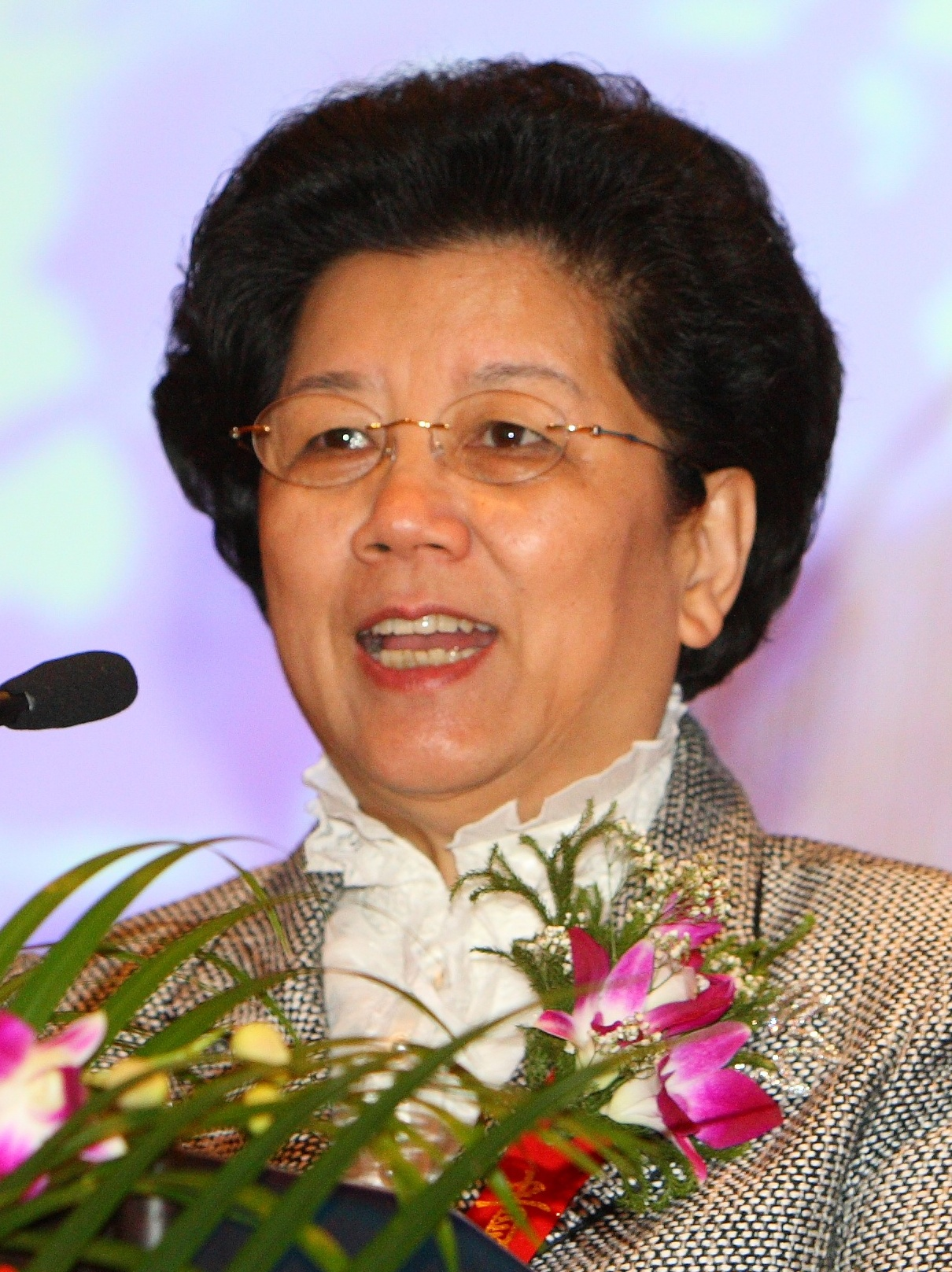
Chen Zhili (2009)

Chen Zhili (chinesisch 陳至立 / 陈至立, Pinyin Chén Zhìlì; * 21. November 1942 in Xianyou, Fujian) ist eine chinesische Politikerin der Kommunistischen Partei Chinas (KPCh), die unter anderem zwischen 1998 und 2003  Bildungsministerin, von 2008 bis 2013 Vize-Vorsitzende des Ständigen Ausschusses des Nationalen Volkskongresses.

## Leben
Chen Zhili, eine Angehörige der Han-Chinesen, begann nach dem Schulbesuch 1959 ein Physikstudium an der Fudan-Universität und schloss dieses 1964 ab. Während des Studiums trat sie 1961 der Kommunistischen Partei Chinas (KPCh) als Mitglied bei. Sie absolvierte von 1964 bis 1968 ein postgraduales Studium an dem in Shanghai ansässigen Institut für Silicate der Chinesischen Akademie der Wissenschaften und arbeitete während der Kulturrevolution zwischen 1968 und 1970 auf der zur Volksbefreiungsarmee gehörenden Farm Nr. 6409 in Danyanghu. Danach war sie von 1970 bis 1970 als Forschungswissenschaftlerin am Institut für Silicate der Chinesischen Akademie der Wissenschaften tätig sowie zwischen 1980 und 1982 Gastgelehrte (Visiting Scholar) an der Pennsylvania State University.
Nach ihrer Rückkehr war Chen Zhili von 1982 bis 1984 stellvertretende Sekretärin des Parteikomitees am Shanghaier Institut für Silicate sowie im Anschluss zwischen 1984 zunächst stellvertretende Sekretärin und zuletzt Sekretärin für Wissenschaft und Technologie des Stadtparteikomitees von Shanghai. Auf dem XIII. Parteitag wurde sie Kandidatin des Zentralkomitee der Kommunistischen Partei Chinas (ZK) und hatte diese Funktion bis 1997 inne. Sie fungierte zwischen 1988 und 1991 als Mitglied des Ständigen Ausschusses des Stadtparteikomitees von Shanghai und war zugleich von 1988 bis 1991 Leiterin der Abteilung für Öffentlichkeitsarbeit des Stadtparteikomitees von Shanghai. Darüber hinaus war sie zwischen 1989 und 1997 stellvertretende Sekretärin des Stadtparteikomitees von Shanghai und damit in dieser Zeit Vertreterin von Jiang Zemin (1987 bis 1989), Zhu Rongji (1989 bis 1991), Wu Bangguo (1991 bis 1994) und Huang Ju (1994 bis 2002).
Auf dem XV. Parteitag 1997 wurde Chen Zhili zum Mitglied des ZK der KPCh gewählt und gehörte diesem Parteigremium bis 2012 an. Sie war zwischen 1997 und 1998 sowohl stellvertretende Direktorin als auch Sekretär des Parteikomitees der Staatlichen Bildungskommission. Am 18. März 1998 wurde sie Nachfolgerin von Zhu Kaixuan als Bildungsministerin. Sie bekleidete dieses Amt bis zum 17. März 2003 an und wurde dann durch Zhou Ji abgelöst. Zugleich wurde sie 1998 Mitglied der Staatlichen Lenkungsgruppe für Wissenschaft, Technologie und Bildung sowie 1999 Vize-Vorsitzende des Staatskomitees für akademische Grade. 2003 wurde sie Staatsrätin im Staatsrat der Volksrepublik China und übte diese Funktion bis 2008 aus.
Danach fungierte Chen Zhili zwischen März 2008 und März 2013 als Vize-Vorsitzende des Ständigen Ausschusses des Nationalen Volkskongresses. Sie wurde ferner im Oktober 2008 als Nachfolgerin von Gu Xiulian Präsidentin der All-Chinesischen Frauenvereinigung (ACWF) und übte diese Funktion bis zu ihrer Ablösung durch Shen Yueyue am 7. Mai 2013. 2008 fungierte sie ferner als Vize-Vorsitzende des Organisationskomitees des Nationalen Olympischen Komitees (NOK) zur Organisation der Olympischen Sommerspiele 2008 in Peking. Für ihre dortigen Verdienste wurde ihr 2008 der Olympische Orden verliehen. 2010 wurde sie des Weiteren Vorsitzende der Chinesischen Kinderstiftung.